# Вигорлат-Гутинський хребет
Вигорла́т-Гу́тинський вулкані́чний хребе́т (інші назви — Вигорлат-Гутинське вулканічне пасмо, Вулканічний хребет, Вулканічні Українські Карпати) — гірський масив (пасмо хребтів) у Східних Карпатах, у тому числі Українських Карпатах. Розташований у межах Словаччини (частково), України (в Закарпатській області) та Румунії (частково). 
Загальна довжина в межах України бл. 125 км, ширина 8–20 км. Долини приток Тиси (Уж, Латориця, Боржава і Ріка) розчленовують Вулканічний хребет на окремі масиви — Вигорлат, Маковиця, Синяк, Борліїв Діл, Великий Діл, Тупий, Гутинський. З півночі та північного сходу масив прилягає до Березне-Ліпшанської міжгірної долини, з півдня і південного заходу — до Закарпатської низовини. На південному сході межує з Хустсько-Солотвинською улоговиною. 
Пересічна висота 800–1000 м (г. Анталовецька Поляна, г. Маковиця), максимальна — 1081 м (г. Бужора). Схили круті, важкодоступні, особливо північно-східні. Характерні кальдери. Поширені ерозійні, осипні та сельові процеси. Складається з вулканічних порід, переважно андезитів, базальтів та їхніх туфів. З корисних копалин є поліметалічні руди, ртуть та інші. До висоти 450 м вкритий переважно дубовими, дубово-грабовими та дубово-буковими лісами, вище буковими. 
Передгір'я Вулканічного хребта на 75% розорані, густо заселені. У межах Вулканічного хребта — заказники державного значення Зачарована долина та Чорна Гора, Юлівська Гора, Національний природний парк «Зачарований край».